# Károly Leiningen-Westerburg
Károly Leiningen-Westerburg (německy: Karl August, Graf zu Leiningen-Westerburg; 11. dubna 1819, Ilbenstadt, Německo – 6. října 1849, Arad, Rumunsko) byl německý generál, sloužící v maďarské revoluční armádě. Byl popraven za svou účast v maďarské revoluci 1848.

## Rodina
Pocházel z německého rodu Leiningenů. Jeho otec Friedrich (1761–1839) se oženil s Charlotte von Zech (1777–1841), avšak po šesti letech bezdětného manželství se morganaticky oženil s Eleonorou Marií Magdalenou Breitwieserovou (1781–1841), s níž měl několik dětí.
Několik jejich dětí sloužilo u habsburské armády:
- Johann Ludwig (1807–1864)
- Viktor August (1821–1880)
- Georg August (1815–1850)

V roce 1844 se Károly oženil s Erzsébet Sissányi de Törökbecse (1827–1898) a zdědil majetek Törökbecse.
Se svoji manželkou měl dvě děti.

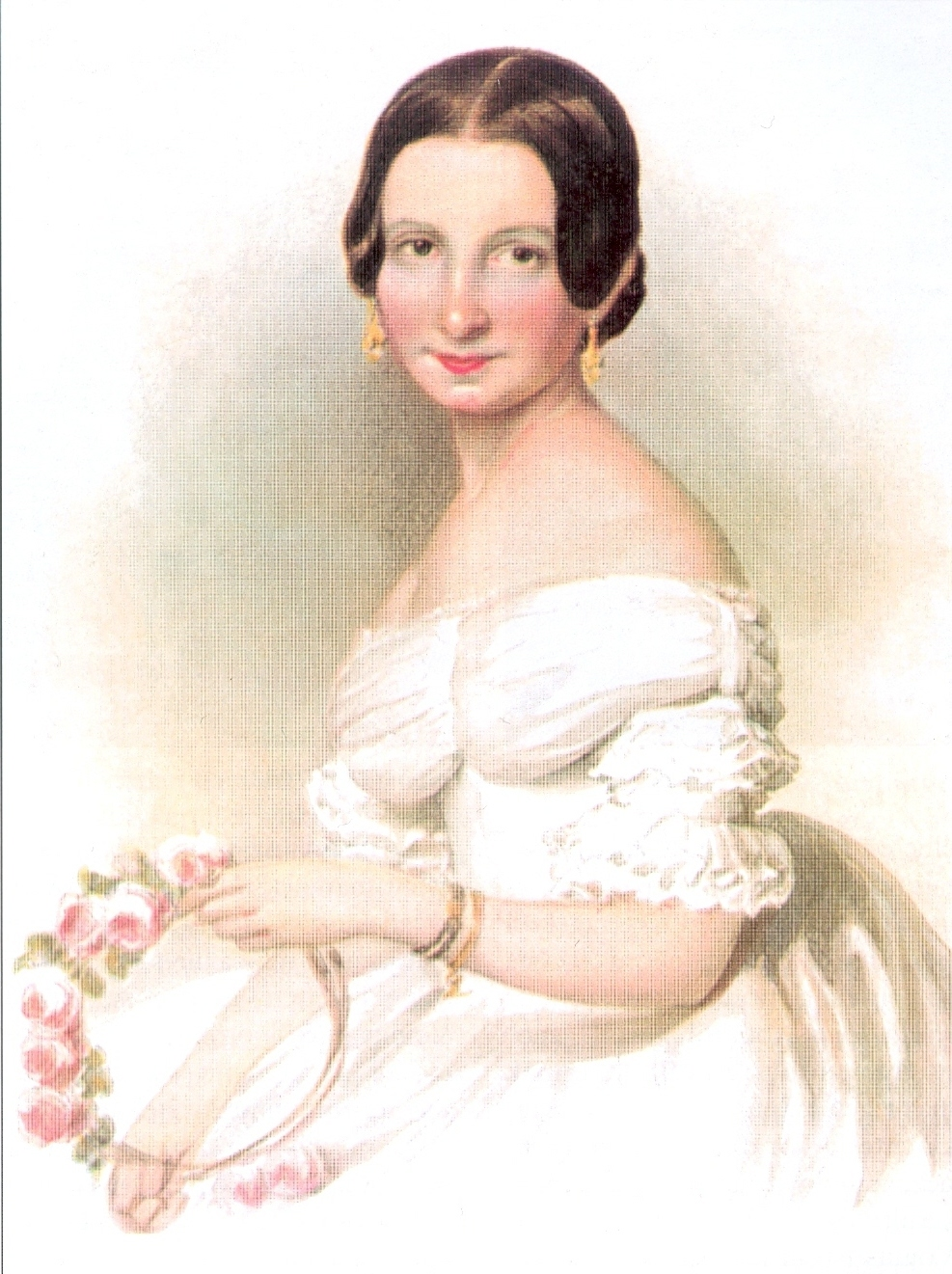
Erzsébet Sissányi de Törökbecse

- Elisabeth „Liza“ Victoria Constanze Friederike Eleonore z Leiningen-Westerburg-Altleiningen (1844–1913)
- Armin Casimir Hermann z Leiningen-Westerburg-Altleiningen (11. července 1848 – prosinec 1900)

Po manželově popravě se Erzsébet Sissányi znova provdala za hraběte de Bethlena a měla s ním čtyři děti.

## Revoluce a smrt

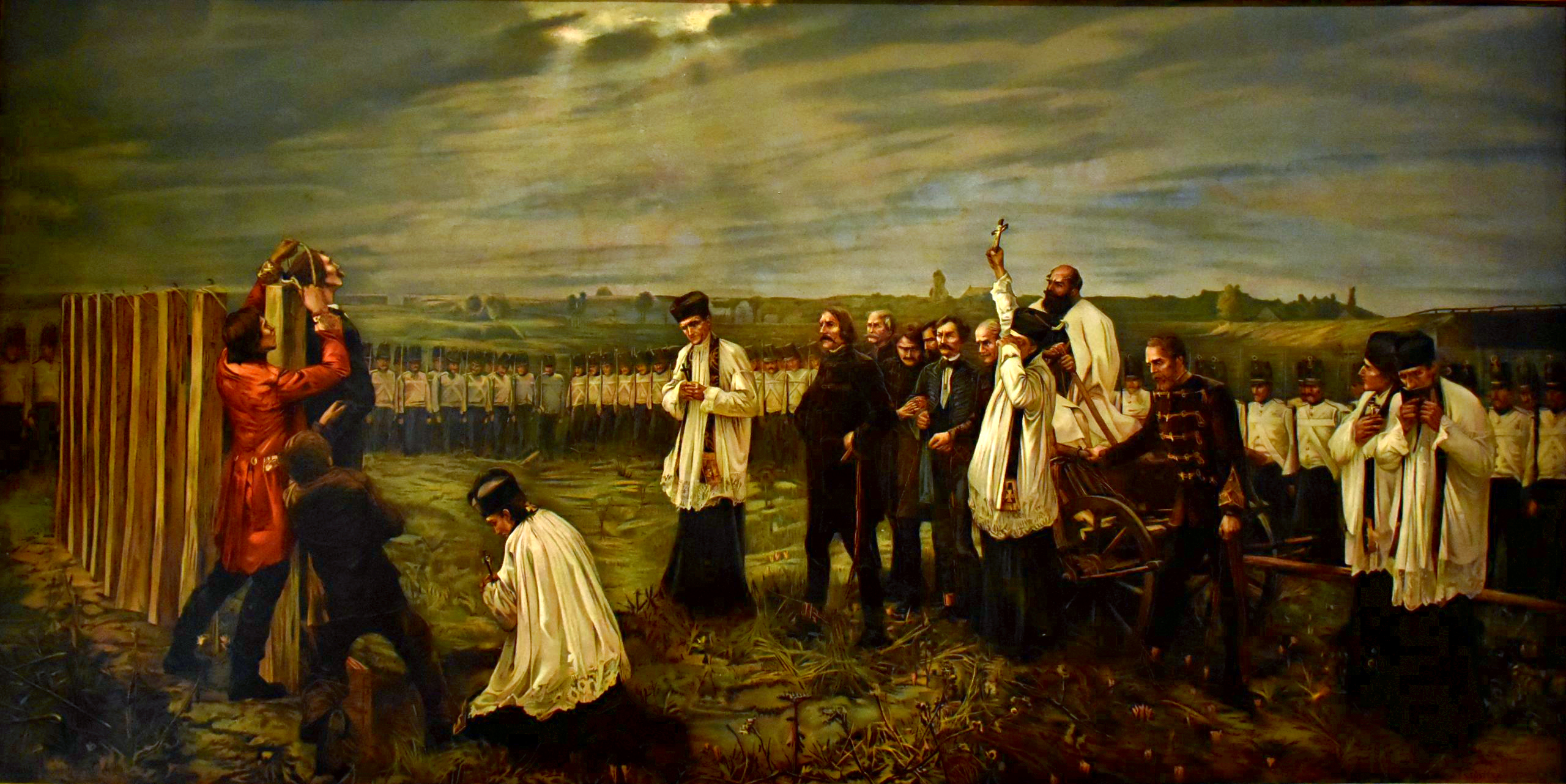
Obraz od Jánose Thormy s názvem „Poprava aradských mučedníků“

V roce 1848 se přihlásil do tažení proti Srbům. V prosinci 1848 se stal majorem, v březnu 1849 byl povýšen na podplukovníka a v dubnu na plukovníka. 1. července byl povýšen do generálské hodnosti.
Před porážkou odrazil mnoho útoků.
Odsouzen byl k trestu smrti oběšením.
Jeho poslední slova zněla:
| „ | Právě jsem se dozvěděl zprávy z novin... Nemám žádné dokumenty, kterými bych mohl vyvrátit jakoukoli událost, ale věřím, že Boží nebe se nakonec otevře přede všemi – a až přijdu před trůn věčného Božího soudu – tato moje obvinění budou slavnostně odsouzena jako urážlivé pomluvy. | “ |

Je považován za jednoho z Aradských mučedníků.

## Připomínka
V roce 1911 mu v Törökbecse postavili sochu.
V roce 1999 mu v rodném Niddatal-Ilbenstadt umístili dvojjazyčnou pamětní desku.

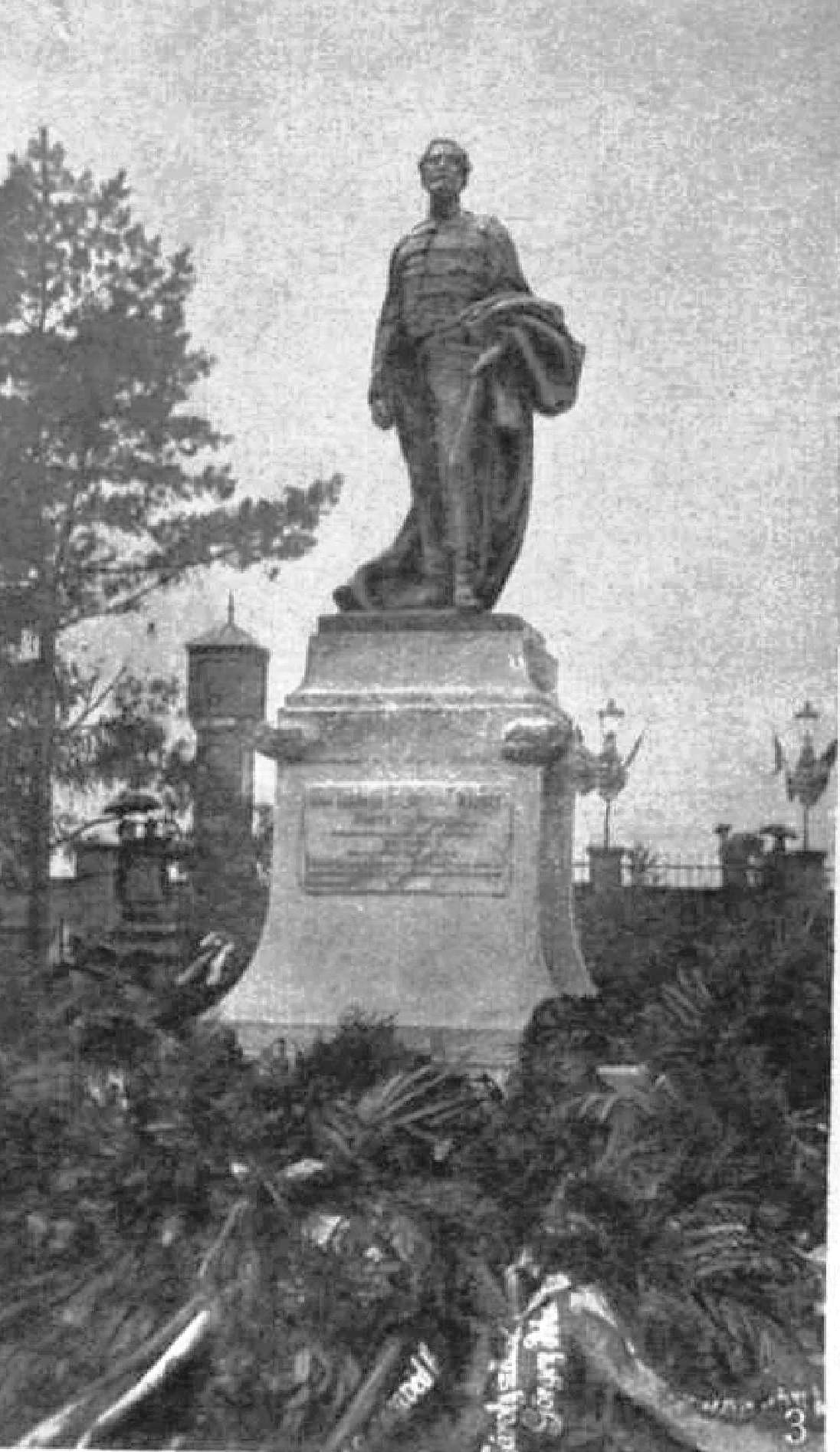
pomník v Törökbecse
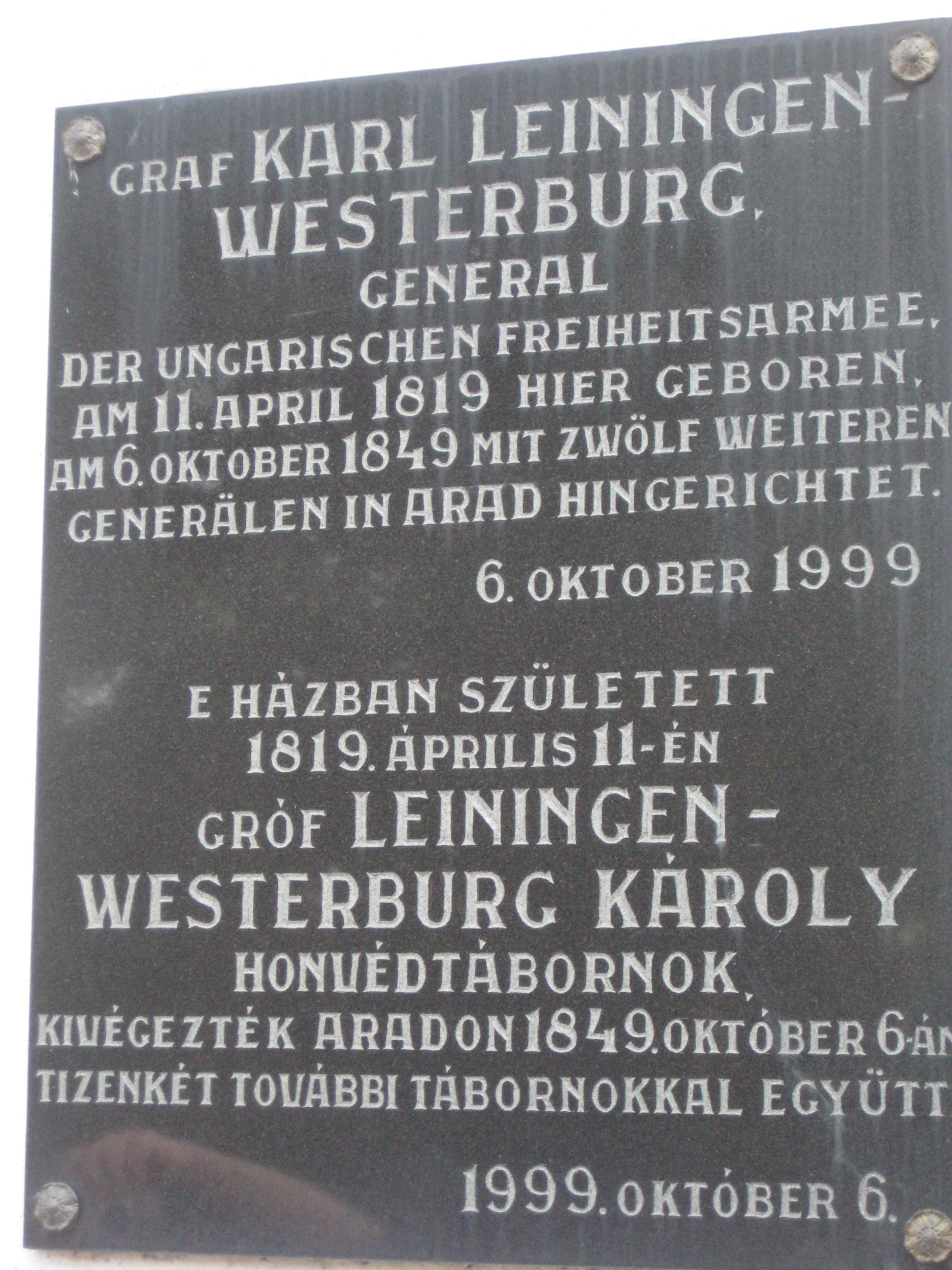
Deska v Niddatal-Ilbenstadt
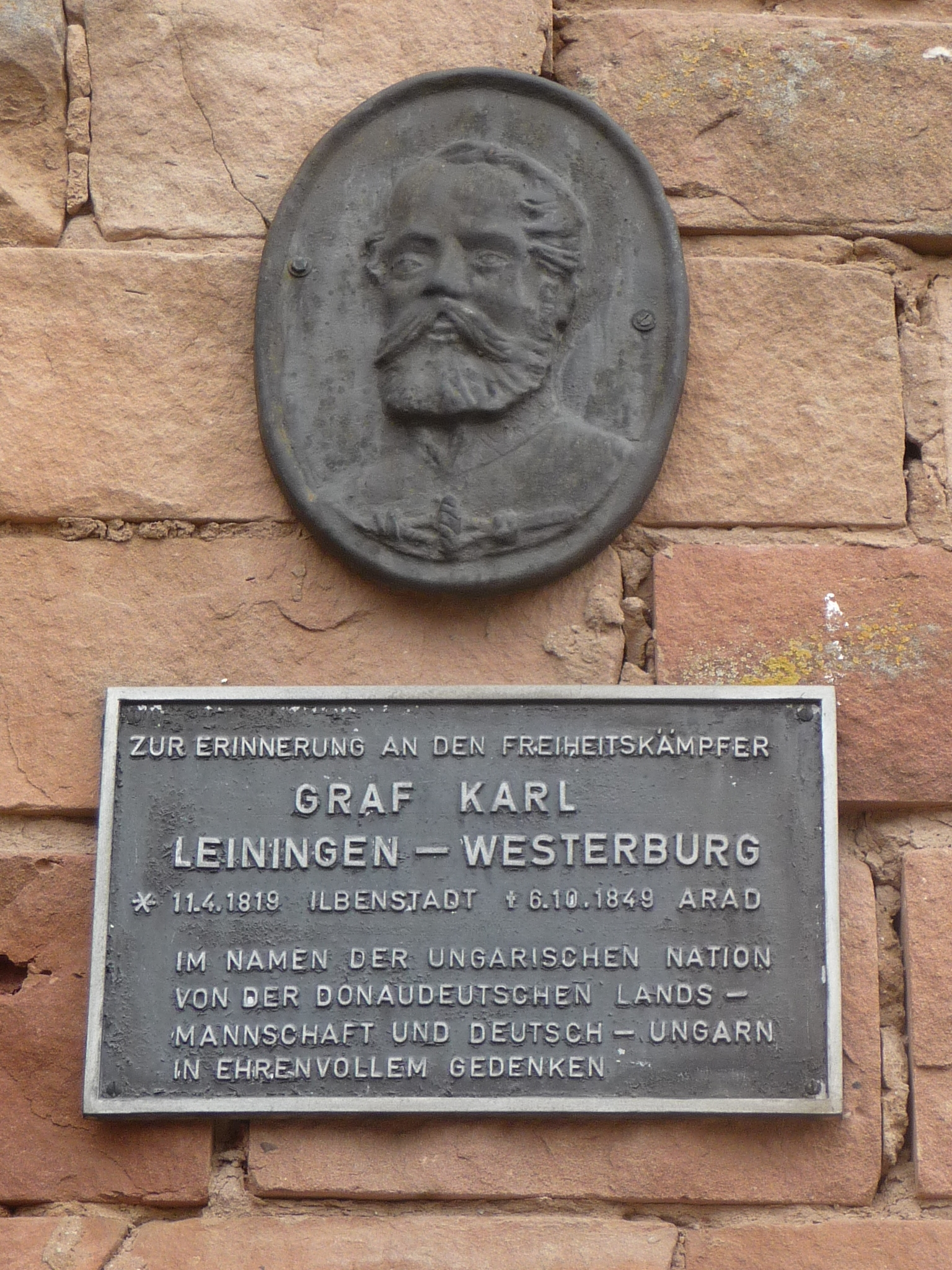
Deska v Neuleiningen
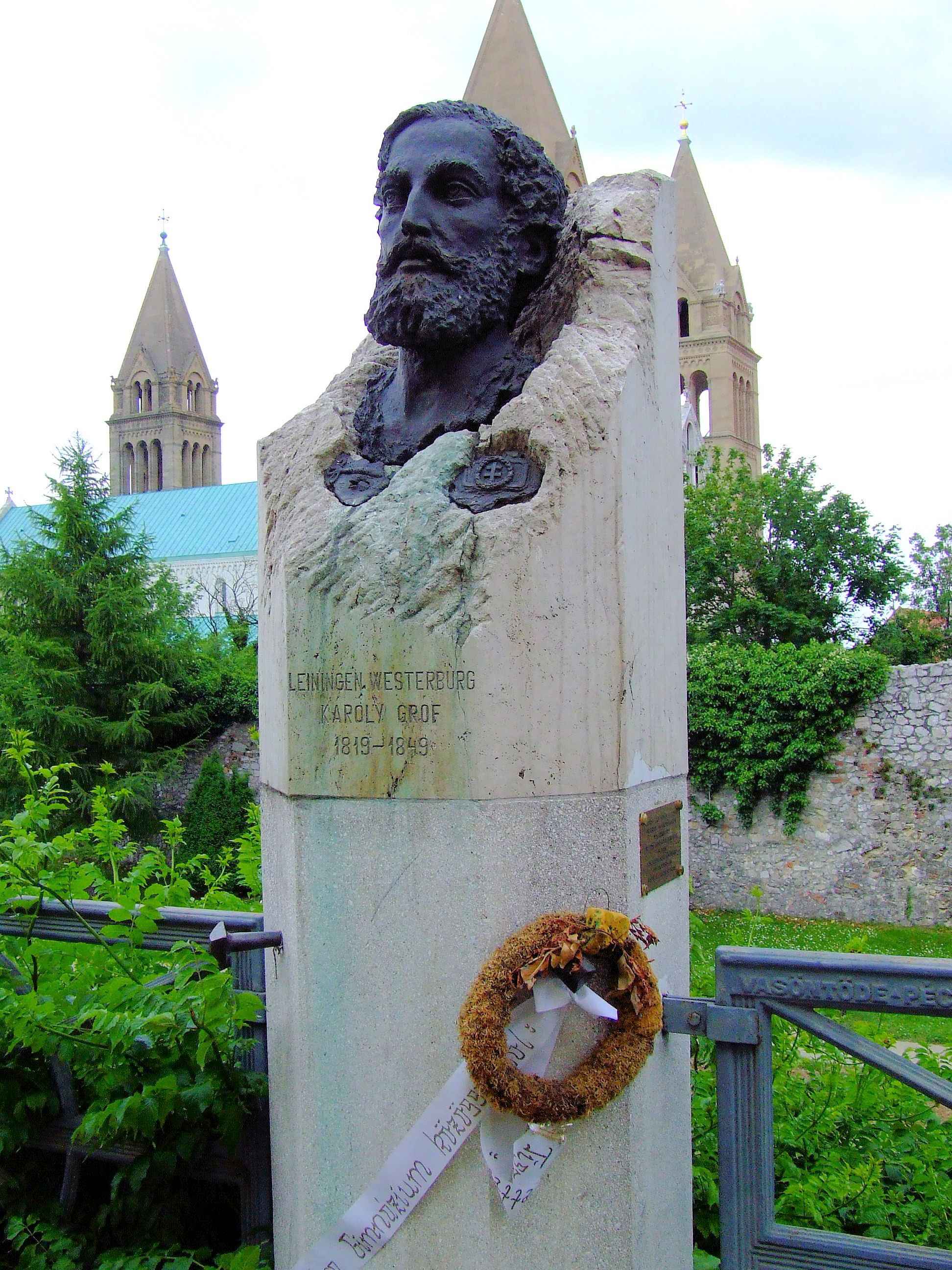
Pomník v Pésc
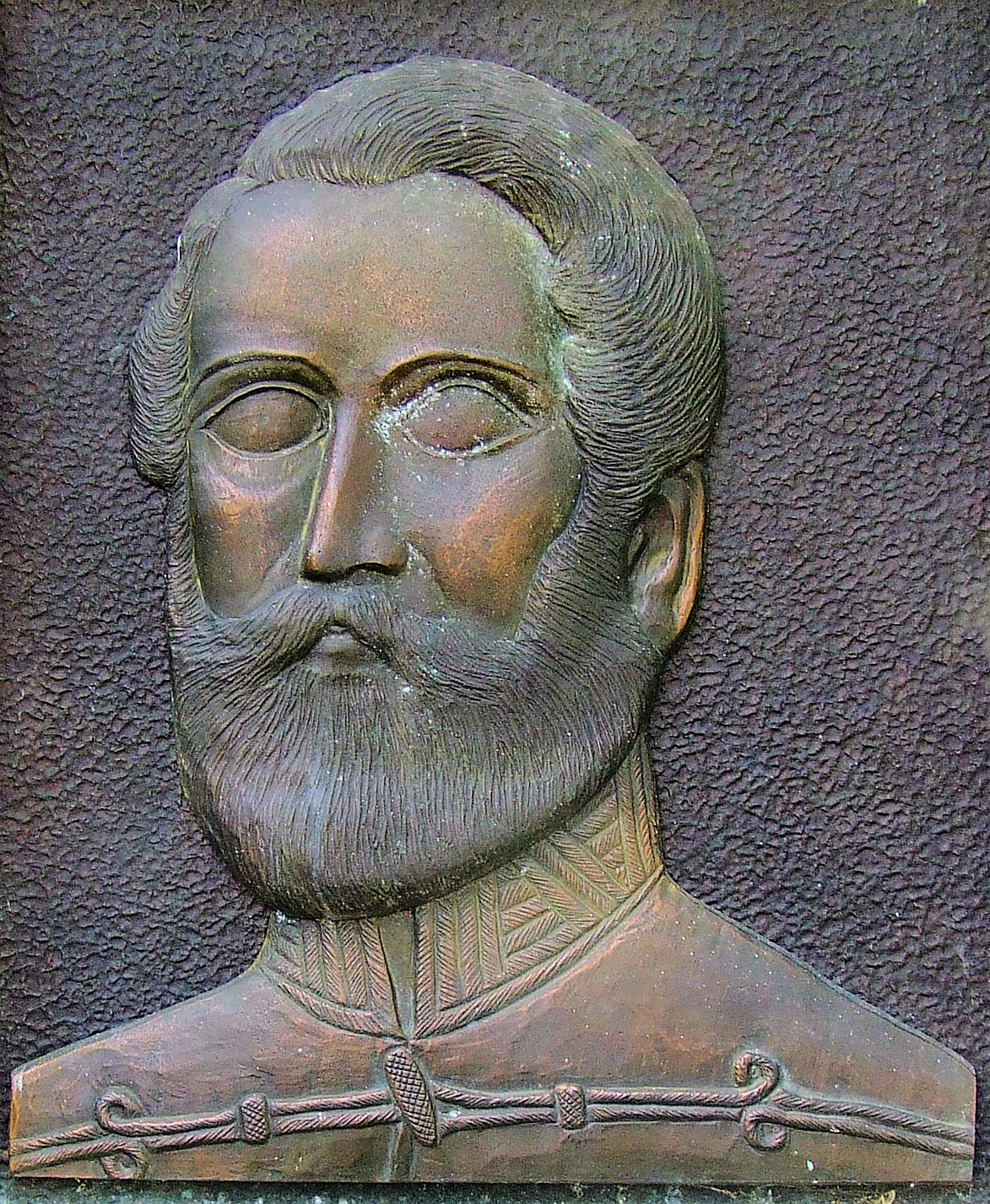
Deska v Kiskőrös